# Megarthroglossus bisetis
Megarthroglossus bisetis är en loppart som beskrevs av Jordan et Rothschild 1915. Megarthroglossus bisetis ingår i släktet Megarthroglossus och familjen mullvadsloppor. Inga underarter finns listade i Catalogue of Life.